# Rage Bashir
Rage Bashir (Mogadiscio, 16 de mayo de 1991) es un futbolista somalí. Juega de volante y su equipo actual es el Banaadir Telecom FC de la Primera División de Somalia. 

## Trayectoria
Rage Bashir inició su carrera futbolística en el 2007 con el Banaadir Telecom FC de la liga doméstica de Somalia. Sus buenas actuaciones le valieron para ser convocado por su selección ese mismo año.

## Selección nacional
Rage Bashir fue convocado para el clasificatorio al Mundial de Sudáfrica en el 2007, cuando apenas tenía 16 años. Jugó en el partido de la primera fase ante Yibuti, en el que la selección somalí perdió 1-0 y quedó eliminado.
Ha jugado para su selección en las ediciones de la Copa CECAFA del 2007 y 2008. Consiguió anotar su primer gol el 23 de diciembre del 2008, en un partido amistoso contra Yibuti que el equipo somalí ganó 3-2.

## Clubes
| Club                | País    | Año    |
| ------------------- | ------- | ------ |
| Banaadir Telecom FC | Somalia | 2007 - |

- Datos: Q6098232